# Межево (Оршанский район)

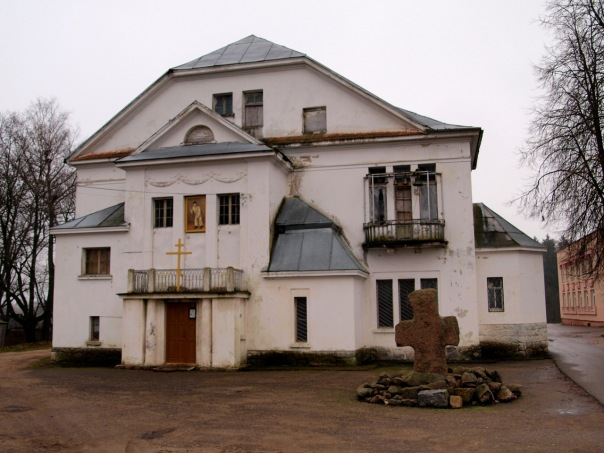
Часть усадьбы Лубенских, переоборудованная в православный храм

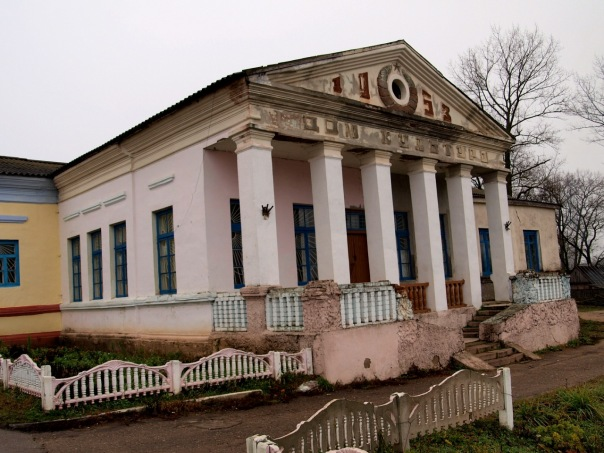
Часть усадьбы, где размещается клуб. На фронтоне видна советская символика

Ме́жево (бел. Межава) — агрогородок в Оршанском районе Витебской области Беларуси. Административный центр Межевского сельсовета. 

## География
Агрогородок находится в 15 км к северо-западу от центра города Орша. Село стоит в верхнем течении небольшой реки Скунья, притока Оршицы. В 5 км от Межево проходит автомагистраль М1, село соединено с ней местной дорогой, прочие дороги соединяют Межево с окрестными деревнями. Ближайшая ж/д станция Юрцево (линия Орша — Витебск) находится в 5 км к востоку.

## История
В окрестностях села сохранилось большое число курганов кривичей. Первое письменное упоминание относится к 1501 году. Межево упомянуто в Литовской метрике, как имение, пожалованное великим князем Александром Петру Фурсу.
В конце XVII века Межево упоминается как местечко. В это время оно принадлежало Сапегам.
В результате первого раздела Речи Посполитой (1772) Межево оказалось в составе Российской империи. Екатерина II подарила Межево вместе с множеством окрестных деревень своему фавориту Григорию Потёмкину, а в 1783 году Межево перешло польскому магнату Франтишеку Ксаверию Любомирскому, перешедшему на русскую службу.
После смерти Любомирского Межево перешло к его сыну Константину. В 1830 году, когда Константин ушёл со службы, в деревне начали строительство пивоварни и спиртозавода (здания частично сохранились).
В XVIII веке в местечке была построена грекокатолическая (униатская) церковь Покрова Пресвятой Богородицы. В 1839 году эта церковь была передана православным, как и множество других храмов на территории современной Белоруссии.
В 1886 году в Межево была построена новая, каменная, православная церковь Воскресения (по другим данным — Покровская). После установления советской власти она была закрыта, и в ней действовала школа. На короткий промежуток времени с 1942 по 1952 год церковь вновь стала действующей, в 1952 году закрыта окончательно и с тех пор постепенно разрушалась. В настоящее время пребывает в руинированном состоянии.
После смерти Константина Любомирского Межево стало владением его дочери Анны Константиновны, которая вышла замуж за графа Лубенского. Межево в конце XIX — начале XX века принадлежало Лубенским и Дерожинским. На рубеже XIX и XX веков здесь была построена усадьба в стиле модерн. В советское время там располагался клуб и административные помещения, сейчас в помещениях усадьбы организованы православная церковь, сельский клуб и магазин. Парк при усадьбе сохранился и считается самым красивым парком Оршанской земли.
В 2008 году деревня Межево преобразована в агрогородок.

## Население
- 2009 год — 881 человек[4].
- 2019 год — 801 человек.

## Культура
- Дом культуры
- Музей ГУО "Межевская средняя школа имени Н. И. Ольховского"

## Достопримечательности
- Усадьба Лубенских-Дерожинских. Начало XX века —  Историко-культурная ценность Республики Беларусь, шифр 213Г000136. Ныне — православная церковь, сельский клуб и магазин.
- Фрагменты пивоварни и спиртзавода (XIX век).
- Старинный каменный крест перед зданием усадьбы.
- Руины Воскресенской (Покровской) церкви (1886 год) —  Историко-культурная ценность Республики Беларусь, шифр 213Г000135.

### Памятник, скульптура
- Памятный знак в честь основания Межево.
- Памятник землякам, погибшим в годы Великой Отечественной войны.
- Мемориальная доска в честь Н. И. Ольховского на здании средней школы.

## Известные уроженцы
- Ольховский, Николай Иванович — советский лётчик-ас истребительной авиации, участник Великой Отечественной войны, Герой Советского Союза